# Calceispora hachijoensis
Calceispora hachijoensis är en svampart som beskrevs av Matsush. 1975. Calceispora hachijoensis ingår i släktet Calceispora, divisionen sporsäcksvampar och riket svampar.   Inga underarter finns listade i Catalogue of Life.